# Пелеас и Мелисанда
Пелеас и Мелисанда (фр. Pelléas et Mélisande) је симболистичка драма Мориса Метерлинка о забрањеној, осуђеној љубави насловних јунака. Први пут је изведена 1893. Морис Метерлинк је добитник Нобелове награде за књижевност 1911. године.
Дело никада није постигло велики успех на сцени, осим у оперској поставци Клода Дебисија, али је у то време било веома читано и обожавано од стране књижевне елите у симболистичком покрету, попут Стриндберга и Рилкеа. Такође је инспирисао друге савремене композиторе, укључујући Габријела Фореа, Арнолда Шенберга, Јана Сибелијуса и Мел Бони.

## Синопсис
Голо проналази Мелисанду поред потока у шуми. Изгубила је круну у води, али не жели да је врати. Они се венчају и она одмах задобије наклоност Аркела, Голоовог деде и краља, који је болестан. Почиње да је привлачи Пелеас, Голоов брат. Састају се код фонтане, где Мелисанда губи бурму. Голо постаје сумњичав према љубавницима, његов син Иниолд их шпијунира и открива како се милују, након чега Голо убија Пелеаса и рани Мелисанду. Касније она умире након што је родила ненормално малу девојчицу.

## Теме
Ова представа третира познати троугао жене, мужа и љубавника, који се завршава смрћу и жене и љубавника од стране руке мужа, за који је најпознатији пример прича о Паолу и Франчески од Риминија, обрађена у две веома успешне представе које датирају и из 1890-их Габријелеа Д'Анунција и енглеског драмског писца Стивена Филипса.
На почетку драме Мелисанда је управо побегла из пропалог брака који ју је толико трауматизирао да се једва сећа и тога и своје прошлости. Она се удаје за Голоа без своје воље и остаје суштински удаљена од њега. Публика схвата да се она заљубљује у Пелеаса много пре ње. На самртној постељи она је заборавила свој последњи сусрет са Пелеасом и његову смрт, и умире не схватајући да умире. Ово и цела представа – јер ниједан од других ликова није мудрији – изражава осећај да људска бића не разумеју ни себе, ни једно друго, ни свет. Проблем није само људско слепило, већ недостатак фиксне и дефинитивне стварности коју треба познавати. То је Метерлинк који је отворио пут драмама Семјуела Бекета. Изузетно је што он то постиже у оквиру приче чија је основна радња – она о жени, мужу и љубавнику и трагедији која резултира – сама по себи врло конвенционална.
Кључни елемент у представи је поставка, било да је видљива на сцени или описана у дијалогу. Радња се одвија у древном, пропадајућем замку, окруженом дубоком шумом, која тек повремено пропушта сунчеву светлост, са пећинама и зараженим ваздухом, а прети им и урушавање. Како су истакли бројни критичари, све ово симболизује доминантну моћ у целој акцији судбине (моћ смрти) фаталне за човечанство.
Посебно је наглашена и улога воде, која се појављује у неколико облика у целом делу: Голо је проналази крај потока, Мелисанда је стигла у краљевство морем, губи венчани прстен у фонтани, Голо и Пелеас откривају смрдљиве воде испод Аркеловог замка, Мелисанда се често виђа како плаче и неколико пута помиње своје сузе. 

## Премијера
Пелеас и Мелисанда су премијерно изведени 17. маја 1893. у Théâtre des Bouffes-Parisiens-у под управом Орелијана Луње-Поа. Луње-Пое, вероватно добијајући инспирацију из авангардне групе сликара симболиста Наби, користио је врло мало осветљења на сцени. Поставио је вео од газе преко сцене, дајући перформанси сањив и надземаљски ефекат. Ово је била антитеза реализму популарном у француском позоришту у то време.
Метерлинк је био толико нервозан у ноћи премијере да јој није присуствовао. Критичари су исмевали извођење, али су га Метерлинкови вршњаци примили позитивније. Октав Мирбо, коме је Метерлинк посветио своју драму, био је импресиониран радом, што је подстакло нови правац у сценографији и позоришном извођењу. 

## У музици
Представа је била основа за неколико музичких дела. Можда најпознатија је истоимена опера (1902) Клода Дебисија. Године 1898. Габријел Форе је написао пропратну музику за извођење представе у Лондону и замолио Чарлса Кехлина да је оркестрира, из које је касније извукао свиту. Исте године Мел Бони је написала комад за клавир под називом "Мелисанда". Прича је инспирисала рану симфонијску поему Арнолда Шенберга Пелеас и Мелисанда из 1902–03. Јан Сибелијус је такође написао пратећу музику за дело 1905; део „На капији замка” је стекао славу као препознатљива музика програма ББЦ The Sky at Night. Године 2013, Александар Деплат, по наруџби "Orchestre National des Pays de la Loire", компоновао је Sinfonia Concertante for Flute and Orchestra, инспирисану Метерлинковим Пелеасом и Мелисандом.